# Équipe d'Espagne de football au Championnat d'Europe 1964

L'équipe d'Espagne de football dispute sa 1re phase finale de championnat d'Europe, lors de l'édition 1964, qui se tient sur son sol du 17 juin 1964 au 21 juin 1964.
L'Espagne bat la Hongrie après prolongation en demi-finale puis remporte la Coupe d'Europe des nations en dominant le tenant du titre soviétique sur le score de 2-1 en finale. À titre individuel, Jesús María Pereda fait partie des trois joueurs à terminer meilleurs buteurs de l'Euro.

## Phase qualificative

### Tour préliminaire
| Équipe 1 | Résultat | Équipe 2 | Aller | Retour |
| -------- | -------- | -------- | ----- | ------ |
| Espagne  | 7 - 3    | Roumanie | 6 - 0 | 1 - 3  |

### Huitième de finale
| Équipe 1 | Résultat | Équipe 2        | Aller | Retour |
| -------- | -------- | --------------- | ----- | ------ |
| Espagne  | 2 - 1    | Irlande du Nord | 1 - 1 | 1 - 0  |

### Quart de finale
| Équipe 1 | Résultat | Équipe 2             | Aller | Retour |
| -------- | -------- | -------------------- | ----- | ------ |
| Espagne  | 7 - 1    | République d'Irlande | 5 - 1 | 2 - 0  |

## Phase finale

### Demi-finale
| Entraîneur :  |
| J. Villalonga |

| Entraîneur : |
| L. Baroti    |

| Entraîneur :  |
| J. Villalonga |

| Entraîneur : |
| L. Baroti    |

### Finale
| Titulaires : |  |
| |  |
| José Ángel Iribar Feliciano Rivilla Fernando Olivella Isacio Calleja Ignacio Zoco Josep Maria Fusté Amancio Amaro Jesús María Pereda Marcelino Martínez Luis Suárez Carlos Lapetra |  |
| Entraîneur : |  |
| J. Villalonga |  |

| Titulaires : |  |
| |  |
| Lev Yachine Victor Chustikov Albert Chesternev Edouard Mudrik Valeri Voronin Victor Anichkine Igor Tchislenko Valentin Ivanov Viktor Ponedelnik Alexeï Korneïev Galimzian Khusainov |  |
| Entraîneur : |  |
| K. Beskov |  |

| Titulaires : |  |
| |  |
| José Ángel Iribar Feliciano Rivilla Fernando Olivella Isacio Calleja Ignacio Zoco Josep Maria Fusté Amancio Amaro Jesús María Pereda Marcelino Martínez Luis Suárez Carlos Lapetra |  |
| Entraîneur : |  |
| J. Villalonga |  |

| Titulaires : |  |
| |  |
| Lev Yachine Victor Chustikov Albert Chesternev Edouard Mudrik Valeri Voronin Victor Anichkine Igor Tchislenko Valentin Ivanov Viktor Ponedelnik Alexeï Korneïev Galimzian Khusainov |  |
| Entraîneur : |  |
| K. Beskov |  |

## Effectif
NB : Les âges sont calculés au début de la compétition, le 17 juin 1964.